# Timocharis din Alexandria
Timocharis din Alexandria circa 320 î.Hr. - 260 î.Hr.) a fost un astronom și un filosof grec. Probabil născut la Alexandria, el era contemporan cu Euclid.

## Biografie
În jurul anului 300 î.Hr. (secolul al III-lea î.Hr.), cu ajutorul lui Aristillus din Samos, a creat primul catalog stelar din lumea occidentală. După mai mult de 150 de ani, Hipparchus a comparat propriul catalog cu cel al lui Timocharis și a descoperit că longitudinea stelelor se schimbase în cursul timpului, fapt ce i-a permis să determine prima valoare a precesiei echinocțiilor. 
A făcut prima mențiune în scris a planetei Mercur.

### Posteritate
Craterul Timocharis de pe Lună îi poartă numele.